# Dallas Eakins
Dallas Franklin Eakins, ursprungligen Yoder), född 30 januari 1967, är en kanadensisk-amerikansk ishockeytränare och före detta ishockeyspelare. Han har tränat Edmonton Oilers och Anaheim Ducks i National Hockey League (NHL).

## Spelare
Eakins draftades i tionde rundan i 1985 års draft av Washington Capitals som 208:e spelare totalt.
Han tillbringade tio säsonger i den nordamerikanska ishockeyligan NHL, där han spelade för ishockeyorganisationerna Winnipeg Jets, Florida Panthers, St. Louis Blues, Phoenix Coyotes (nu Arizona Coyotes), New York Rangers, Toronto Maple Leafs, New York Islanders och Calgary Flames och där han producerade nio poäng (noll mål och nio assists) samt drog på sig 208 utvisningsminuter på 120 grundspelsmatcher. Han spelade också på lägre nivåer för Baltimore Skipjacks, Moncton Hawks, Worcester Icecats, Springfield Falcons, Binghamton Rangers, Beast of New Haven, St. John's Maple Leafs, Chicago Wolves och Manitoba Moose i American Hockey League (AHL), Cincinnati Cyclones och Chicago Wolves i International Hockey League (IHL) och Peterborough Petes i Ontario Hockey League (OHL).

### Statistik
| 1983–1984  | Peterborough Travelways   |            | 29  | 7  | 20  | 27  | 67   | —  | — | —  | —  | —   |
|            | Peterborough Legionnaires |            | 5   | 0  | 3   | 3   | 4    | —  | — | —  | —  | —   |
| 1984–1985  | Peterborough Petes        | OHL        | 48  | 0  | 8   | 8   | 96   | 7  | 0 | 0  | 0  | 18  |
| 1985–1986  | Peterborough Petes        | OHL        | 60  | 6  | 16  | 22  | 134  | 16 | 0 | 1  | 1  | 30  |
| 1986–1987  | Peterborough Petes        | OHL        | 54  | 3  | 11  | 14  | 145  | 12 | 1 | 4  | 5  | 37  |
| 1987–1988  | Peterborough Petes        | OHL        | 64  | 11 | 27  | 38  | 129  | 12 | 3 | 12 | 15 | 16  |
| 1988–1989  | Baltimore Skipjacks       | AHL        | 62  | 0  | 10  | 10  | 139  | —  | — | —  | —  | —   |
| 1989–1990  | Moncton Hawks             | AHL        | 75  | 2  | 11  | 13  | 189  | —  | — | —  | —  | —   |
| 1990–1991  | Moncton Hawks             | AHL        | 75  | 1  | 12  | 13  | 132  | 9  | 0 | 1  | 1  | 44  |
| 1991–1992  | Moncton Hawks             | AHL        | 67  | 3  | 13  | 16  | 136  | 11 | 2 | 1  | 3  | 16  |
| 1992–1993  | Winnipeg Jets             | NHL        | 14  | 0  | 2   | 2   | 38   | —  | — | —  | —  | —   |
|            | Moncton Hawks             | AHL        | 55  | 4  | 6   | 10  | 132  | —  | — | —  | —  | —   |
| 1993–1994  | Florida Panthers          | NHL        | 1   | 0  | 0   | 0   | 0    | —  | — | —  | —  | —   |
|            | Cincinnati Cyclones       | IHL        | 80  | 1  | 18  | 19  | 143  | 8  | 0 | 1  | 1  | 41  |
| 1994–1995  | Florida Panthers          | NHL        | 17  | 0  | 1   | 1   | 35   | —  | — | —  | —  | —   |
|            | Cincinnati Cyclones       | IHL        | 59  | 6  | 12  | 18  | 69   | —  | — | —  | —  | —   |
| 1995–1996  | St. Louis Blues           | NHL        | 16  | 0  | 1   | 1   | 34   | —  | — | —  | —  | —   |
|            | Worcester IceCats         | AHL        | 4   | 0  | 0   | 0   | 12   | —  | — | —  | —  | —   |
|            | Winnipeg Jets             | NHL        | 2   | 0  | 0   | 0   | 0    | —  | — | —  | —  | —   |
| 1996–1997  | Phoenix Coyotes           | NHL        | 4   | 0  | 0   | 0   | 10   | —  | — | —  | —  | —   |
|            | Springfield Falcons       | AHL        | 38  | 6  | 7   | 13  | 63   | —  | — | —  | —  | —   |
|            | New York Rangers          | NHL        | 3   | 0  | 0   | 0   | 6    | 4  | 0 | 0  | 0  | 4   |
|            | Binghamton Rangers        | AHL        | 19  | 1  | 7   | 8   | 15   | —  | — | —  | —  | —   |
| 1997–1998  | Florida Panthers          | NHL        | 23  | 0  | 1   | 1   | 44   | —  | — | —  | —  | —   |
|            | Beast of New Haven        | AHL        | 4   | 0  | 1   | 1   | 7    | —  | — | —  | —  | —   |
| 1998–1999  | Toronto Maple Leafs       | NHL        | 18  | 0  | 2   | 2   | 24   | 1  | 0 | 0  | 0  | 0   |
|            | St. John's Maple Leafs    | AHL        | 20  | 3  | 7   | 10  | 16   | 5  | 0 | 1  | 1  | 6   |
|            | Chicago Wolves            | IHL        | 2   | 0  | 0   | 0   | 0    | —  | — | —  | —  | —   |
| 1999–2000  | New York Islanders        | NHL        | 2   | 0  | 0   | 0   | 0    | —  | — | —  | —  | —   |
|            | Chicago Wolves            | IHL        | 68  | 5  | 26  | 31  | 99   | 16 | 1 | 4  | 5  | 16  |
| 2000–2001  | Calgary Flames            | NHL        | 17  | 0  | 1   | 1   | 11   | —  | — | —  | —  | —   |
|            | Chicago Wolves            | IHL        | 64  | 3  | 16  | 19  | 49   | 14 | 0 | 0  | 0  | 24  |
| 2001–2002  | Calgary Flames            | NHL        | 3   | 0  | 0   | 0   | 4    | —  | — | —  | —  | —   |
|            | Chicago Wolves            | AHL        | 54  | 2  | 15  | 17  | 58   | 25 | 0 | 6  | 6  | 53  |
| 2002–2003  | Chicago Wolves            | AHL        | 72  | 4  | 11  | 15  | 84   | 9  | 1 | 0  | 1  | 31  |
| 2003–2004  | Manitoba Moose            | AHL        | 64  | 1  | 7   | 8   | 68   | —  | — | —  | —  | —   |
| NHL totalt | NHL totalt                | NHL totalt | 120 | 0  | 9   | 9   | 208  | 5  | 0 | 0  | 0  | 4   |
| AHL totalt | AHL totalt                | AHL totalt | 609 | 27 | 107 | 134 | 1051 | 59 | 3 | 9  | 12 | 150 |
| IHL totalt | IHL totalt                | IHL totalt | 273 | 15 | 72  | 87  | 360  | 38 | 1 | 5  | 6  | 81  |
| OHL totalt | OHL totalt                | OHL totalt | 226 | 20 | 62  | 82  | 504  | 47 | 4 | 17 | 21 | 101 |

## Tränare
Den 30 augusti 2005 blev det offentligt att Toronto Maple Leafs primära samarbetspartner Toronto Marlies hade anställt honom som assisterande tränare. Den 26 juli 2006 meddelade Maple Leafs att man hade befordrat Eakins till att bli assisterande tränare till NHL-organisationen. Två år senare blev han befordrad igen och den här gången till att bli chef för spelarutvecklingen (director of player development) inom Maple Leafs och dess samarbetspartners. Den 4 augusti 2009 offentliggjorde Maple Leafs att man hade utsett Eakins som ny tränare till deras primära samarbetspartner Marlies, efter att Greg Gilbert fick sparken. Den 4 juni 2012 meddelade Maple Leafs att man hade förlängt kontraktet med Eakins med ytterligare tre år. Den 8 juni 2013 blev det känt att NHL-organisationen Edmonton Oilers hade sparkat sin tränare Ralph Krueger. Två dagar senare gick Oilers ut och meddelade att man hade utsett Eakins som efterträdaren. Första säsongen blev ett rejält misslyckande för Eakins och Oilers när organisationen blev tredje sist. Den 15 december 2014 meddelade Oilers general manager Craig MacTavish att man hade sparkat Eakins på grund av en katastrofal start på säsongen med bara sju vinster på 31 spelade matcher.

### Statistik
| Lag    | År        | Grundserie | Grundserie | Grundserie | Grundserie      | Grundserie | Grundserie   | Grundserie      | Slutspel          |
| Lag    | År        | Matcher    | Vinster    | Förluster  | Övertidsvinster | Poäng      | Vinstprocent | Placering       | Resultat          |
| ------ | --------- | ---------- | ---------- | ---------- | --------------- | ---------- | ------------ | --------------- | ----------------- |
| Oilers | 2013–2014 | 82         | 29         | 44         | 9               | 67         | 35,4%        | 7:e i Pacific   | Missade slutspel. |
| Oilers | 2014–2015 | (31)       | (7)        | (19)       | (5)             | (19)       | 22,6%        | (7:e i Pacific) | (Sparkad)         |
| Totalt | Totalt    | 113        | 36         | 63         | 14              | 86         |              |                 |                   |